# Joseph Jean-Baptiste Albert
Pour les articles homonymes, voir Albert.
Joseph Jean-Baptiste Albert, né le 28 août 1771 à Guillestre, dans les Hautes-Alpes, mort le 7 septembre 1822 à Offenbach en Hesse, est un général de division de la Révolution française et du Premier Empire.

## Biographie

### Révolution française
Fils du notaire royal Jean-Baptiste Albert, Joseph Jean-Baptiste Albert s'engage dans le 1er bataillon de volontaires des Hautes-Alpes le 1er décembre 1791 et est nommé lieutenant de la 7e compagnie, sous le nom de Joseph Jean-Baptiste Albert-Court, le 14 du même mois par ses camarades. Sa belle conduite à l'armée des Pyrénées lui vaut de l'avancement, un sabre et des pistolets d'honneur. C'est lui qui présente au Directoire les drapeaux pris aux Espagnols pendant les campagnes des ans II et III. Il entre ensuite à l’état-major du camp de Brest en 1799, puis devient aide de camp d’Augereau.
En 1802, il est colonel et cantonné à Offenbach-sur-le-Main : il rencontre chez son logeur, Peter Bernard (huguenot français), séduit sa fille Lili et l'épouse en avril 1802.

### Guerres de l’Empire
C'est en cette qualité qu'il sert au 7e corps de la Grande Armée. Il fait les campagnes d’Austerlitz et d’Iéna, et se couvre de gloire à la bataille de Golymin le 26 décembre 1806. Toujours sous le maréchal Augereau, il est promu général de brigade le 12 janvier 1807, à la bataille d'Eylau à la tête de sa brigade d'infanterie du 7e corps, il résiste un jour entier à des forces quadruples des siennes. 
Sous Oudinot, au siège de Dantzig, aux batailles d'Essling, de Wagram, il est remarqué et récompensé par l'Empereur qui lui remet le 31 mai 1809 la croix de commandant de la Légion d'honneur ; le 24 août la décoration de la Couronne de fer, et immédiatement après le titre de baron de l'Empire le 14 avril 1810.
Pendant la campagne de Russie, Albert a les honneurs du combat de Jakubowo le 31 juillet 1812, et au passage de la Bérézina, sa brigade est la première qui passe le pont et repousse l'ennemi jusqu'à deux lieues. Napoléon le nomme général de division le 21 novembre, sur le champ de bataille. Après la bataille de Bautzen, l'Empereur, sur le rapport de Ney, lui donne la croix de grand officier de la Légion d'honneur le 10 août 1813 ; mais c'est au combat du 19 août 1813, entre Hainau et Bunzlau qu'Albert se couvre de gloire. Attaqué par le général russe Sacken qui commande 30 000 hommes dont 5 000 cavaliers, Albert qui n'a que 5 800 fantassins et 800 chevaux, résiste pendant sept heures, ne bat en retraite que l'espace d'une lieue, et sans laisser entamer sa division.
Dans la campagne de 1814, Albert se distingue à Châlons le 4 février et à la bataille de La Ferté-sous-Jouarre le 9 février.

### Restaurations et Cent-Jours
Sous la Restauration, on le vit aide de camp du duc d'Orléans, Louis-Philippe. 
Au retour de Napoléon de l'île d'Elbe, il accompagne le duc jusqu'à Lille et reprend la route de Paris, après que le prince a remis le commandement en chef au maréchal Mortier. 

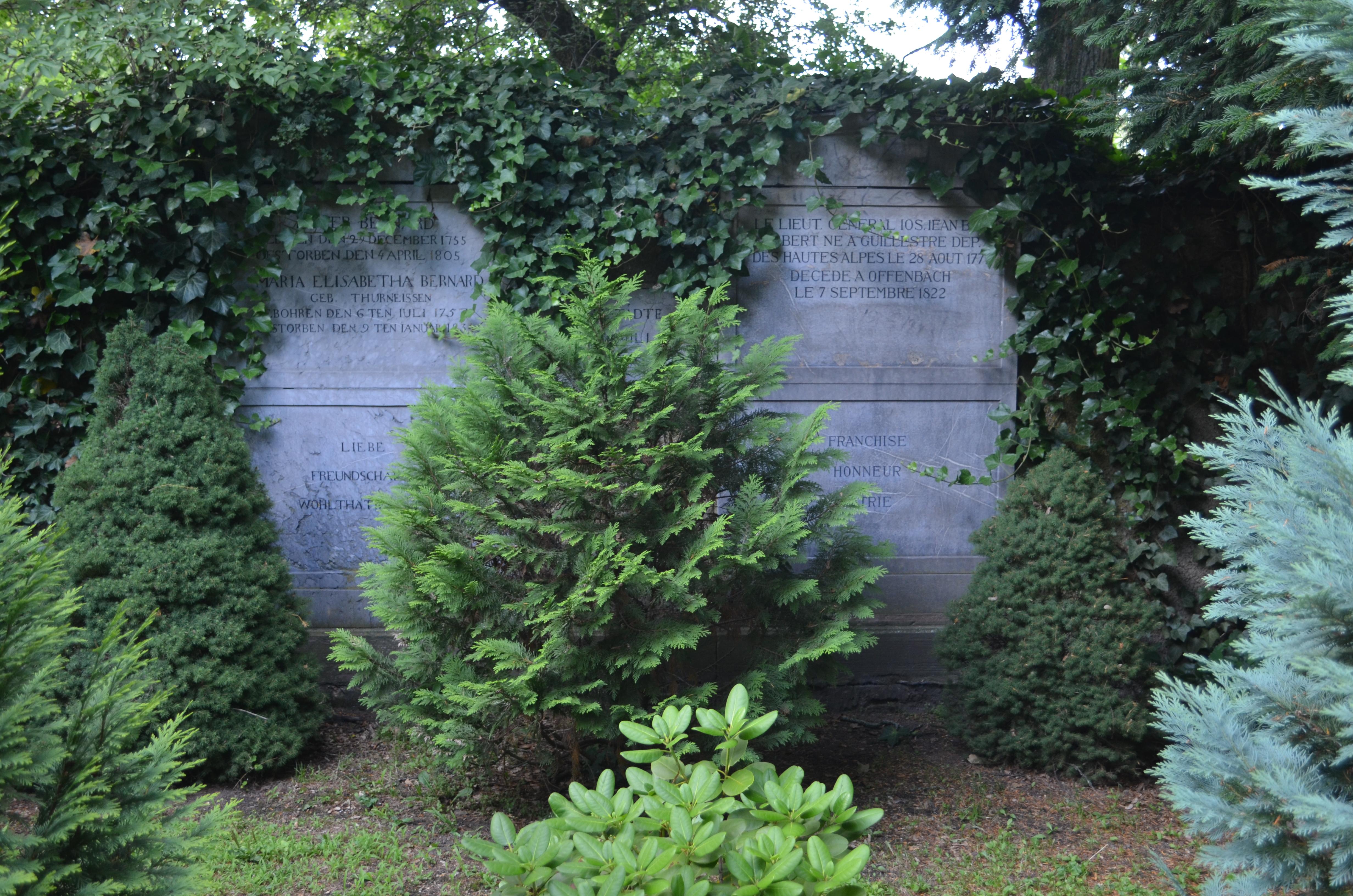

Le 14 avril 1815, il commande la 16e division d'infanterie du 5e corps d'observation de l'armée du Rhin. Il est épargné par l’épuration qui suit le retour des Bourbons, et le 11 septembre, il reprend ses fonctions d'aide de camp auprès du duc d'Orléans. Compris, le 30 octobre 1818, dans le cadre d'organisation de l'état-major de l'armée, il est mort à Offenbach-sur-le-Main, ville où réside sa belle-famille, le 7 septembre 1822.
Son nom figure sur le côté est de l’arc de triomphe de l'Étoile.

## Distinctions
- Baron d'Empire le 14 avril 1810
- Grand officier de la Légion d'honneur le 10 août 1813
- Il fait partie des 558 officiers à avoir son nom gravé sur l'arc de triomphe de l'Étoile.

## Armoiries
| Figure | Blasonnement |
|        | Armes du baron Albert et de l'Empire Coupé : au 1, parti de sable, à une bombe allumée, cantonnée de quatre étoiles, le tout d'or et du quartier des Barons militaires de l'Empire ; au 2, de gueules, à deux faux d'or, passées en sautoir, les fers affrontés et une gerbe d'or, brochant sur les faux., |

## Source
« Joseph Jean-Baptiste Albert », dans Charles Mullié, Biographie des célébrités militaires des armées de terre et de mer de 1789 à 1850, 1852 [détail de l’édition]